# Flugplatz Valjevo

i7
i11
i13
Der Flugplatz Valjevo oder Flugplatz Divci (serbisch: Aerodrom Valjevo/Aerodrom Divci oder Аеродром Ваљево/Аеродром Дивци, ICAO-Code: LYVA) ist ein Sportflugplatz im Westen Serbiens.
Errichtet wurde der Flugplatz 1996. Der Flugplatz ist rund 12 km von Valjevo in Westserbien entfernt. Er liegt nahe dem Bergkurort Divčibare an der Bahnstrecke Belgrad–Bar und an der Autobahn, die Valjevo mit Belgrad verbindet. Der Flugplatz Valjevo ist auch bekannt unter dem Namen Flughafen Divci, da er sich beim gleichnamigen Dorf Divci (Valjevo)  befindet. Er besitzt eine 1250 m lange und 50 m breite Piste. Der Flugplatz wird als Trainingsstätte und Landeplatz von Sportflugzeugen, Segelflugzeuge, Fallschirmspringern und motorisierten Hängegleitern benutzt. Der Flugplatz ist auf Grasböden errichtet worden und befindet sich auf einer Höhe von 147 m über NN. Im Jahr 2010 wurde die Helikopterpilotenschule „Heli Master“ beim Flugplatz gegründet, die erste in Serbien.

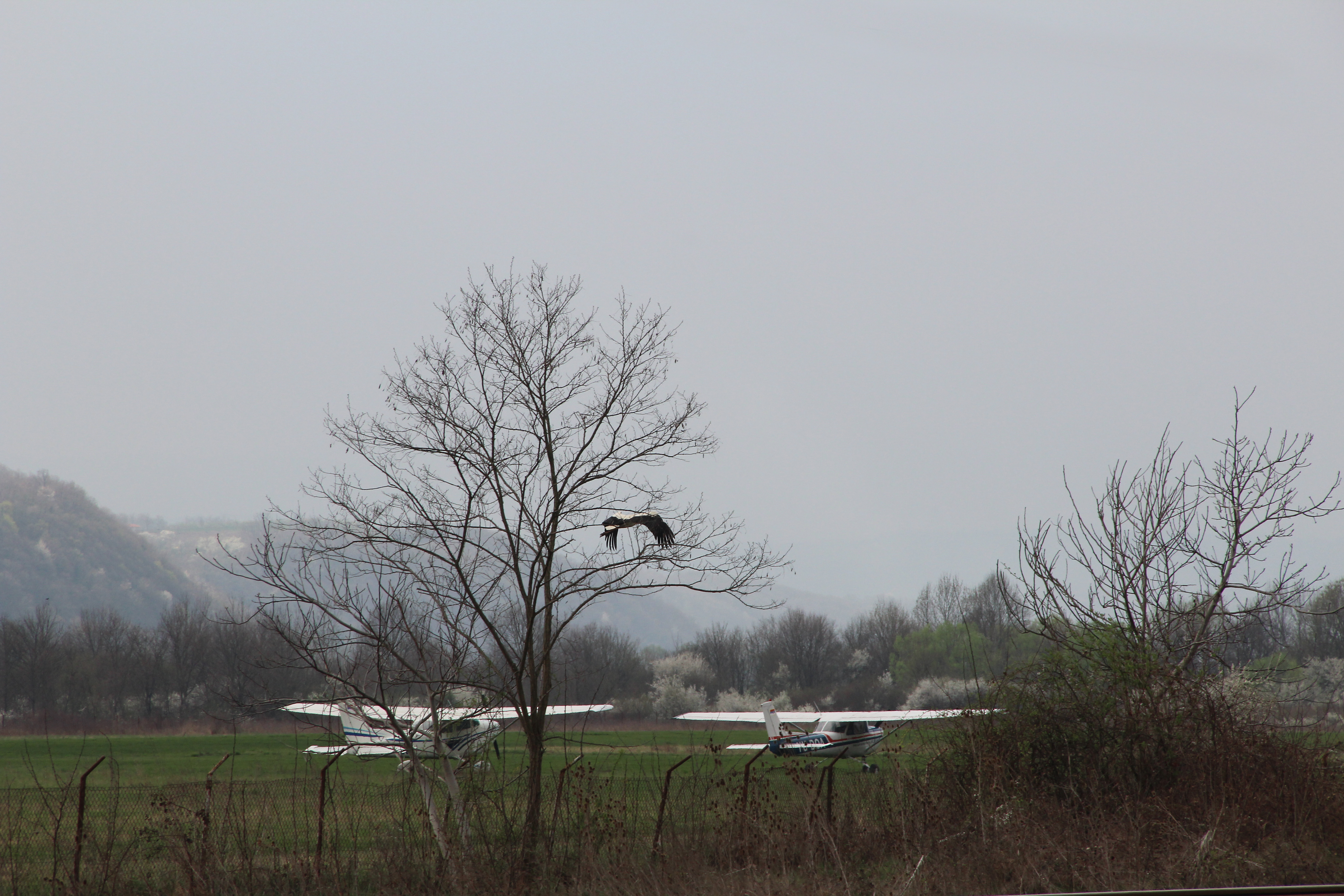
Divci – ein Sport-Flughafen

## Zukunftsplanung und Eigner
In den letzten Jahren stellt sich die Frage, wie man in den Flugplatz investieren kann, um den Okrug Kolubara und die Stadt Valjevo als sein Zentrum wirtschaftlich zu stärken. Um Investitionen bemühen sich die großen regionalen Wirtschaftseinheiten und die Stadt Valjevo, die an einer Beteiligung am Flugplatz noch interessiert ist. Eine Aktionärgruppe aus der Stadt Valjevo und mehreren privaten Firmen betreibt den Flugplatz. Den größten Teil der Aktien hat „Aeroklub Valjevo“ mit 41,72 %, danach folgen: die Firma „Termoelerktro“ mit 23,89 %, an dritter Stelle steht die Firma „Ikar“ mit 16,64 % und „Vujić Valjevo“ mit 13,68. Geringe Anteile hat die Opština Valjevo mit 2,76 %, sowie „JP Valjevo-turist“ mit 1,05 % und zuletzt Krušik mit 0,26 % der Aktien.